# شار پی
شار پی (به انگلیسی: Shar Pei)، نام یکی از نژادهای سگ است که خاستگاه آن به چین بازمی‌گردد. این نژاد در حالت بالغ به‌طور میانگین ۴۰ تا ۶۵ پوند (۱۸ تا ۲۹ کیلوگرم) وزن دارد. وزن جنس نر شار پی ۵۵ تا ۶۵ پوند (۲۵ تا ۲۹ کیلوگرم) است و وزن جنس مادهٔ آن ۴۰ تا ۵۵ پوند (۱۸ تا ۲۵ کیلوگرم). شار پی در حالت بالغ ۱۸ تا ۲۲ اینچ (۴۶ تا ۵۶ سانتیمتر) ارتفاع دارد. شار پی در هر بار زایمان ۴ تا ۶ توله می‌زاید.